# Turdoides rubiginosa
Turdoides rubiginosa е вид птица от семейство Leiothrichidae.

## Разпространение
Видът е разпространен в Етиопия, Кения, Сомалия, Судан, Танзания, Уганда и Южен Судан.